# Stephen Gray
Stephen Gray (Canterbury, dezembro de 1666 — Londres, 7 de fevereiro de 1736) foi um físico e astrônomo amador inglês que trabalhava como tintureiro.
Descobriu que era possível transferir para outros corpos a eletricidade produzida no vidro, por atrito, através de um grupo de materiais.
Foi o descobridor da eletrização por indução, preferencialmente observada em corpos metálicos. Explicou também as propriedades de condutores e isolantes.
Entre as contribuições de Gray à astronomia, encontram-se observações sobre as manchas solares e eclipses.
Apesar de seu notável trabalho, Gray quase não é citado na literatura corrente.
Foi laureado com as duas primeiras Medalhas Copley:
- 1731 - "Por seus novos experimentos sobre eletricidade: como encorajamento devido à rapidez que sempre mostrou à Royal Society com suas descobertas e melhoramentos nesta parte das ciências naturais".[2]
- 1732 - "Pelos experimentos realizados durante o ano 1732".[3]